# Малта на Европском првенству у атлетици на отвореном 2014.
Малта је учествовала на Европском првенству у атлетици на отвореном 2014. одржаном у Цириху од 12. до 17. августа. ООво је било тринаесто европско првенство у атлетици на отвореном на којем је Малта учествовала. Репрезентацију Малте представљало је двоје спортиста који су се такмичили у три дисциплине.
На овом првенству представници Малте нису освојили ниједну медаљу, али је Кевин Мур оборио два национална рекорда.

## Учесници
| Мушкарци: - Кевин Мур — 100 м, 200 м | Жене: - Ребека Камилери — Скок удаљ |  |

## Резултати

### Мушкарци
| Атлетичар | Дисциплина | Лични рекорд | Квалификације | Квалификације | Полуфинале           | Полуфинале           | Финале               | Финале       | Детаљи |
| Атлетичар | Дисциплина | Лични рекорд | Резултат      | Место         | Резултат             | Место                | Резултат             | Место        | Детаљи |
| --------- | ---------- | ------------ | ------------- | ------------- | -------------------- | -------------------- | -------------------- | ------------ | ------ |
| Кевин Мур | 100 м      | 10,50 НР     | 10,49 НР      | 7. у гр. 5    | Није се квалификовао | Није се квалификовао | Није се квалификовао | 28 / 36 (37) |        |
| Кевин Мур | 200 м      | 21,04 НР     | 21,03 НР      | 6. у гр. 3    | Није се квалификовао | Није се квалификовао | Није се квалификовао | 22 / 31 (32) |        |

### Жене
| Атлетичарка     | Дисциплина | Лични рекорд | Квалификације | Квалификације | Полуфинале            | Полуфинале            | Финале                | Финале       | Детаљи |
| Атлетичарка     | Дисциплина | Лични рекорд | Резултат      | Место         | Резултат              | Место                 | Резултат              | Место        | Детаљи |
| --------------- | ---------- | ------------ | ------------- | ------------- | --------------------- | --------------------- | --------------------- | ------------ | ------ |
| Ребека Камилери | Скок удаљ  | 6,41 НР      | 6,17          | 11. у гр. Б   | Није се квалификовала | Није се квалификовала | Није се квалификовала | 22 / 27 (28) |        |